# Fausta nemorum
Fausta nemorum är en tvåvingeart som först beskrevs av Johann Wilhelm Meigen 1824.  Fausta nemorum ingår i släktet Fausta och familjen parasitflugor. Arten har ej påträffats i Sverige. Inga underarter finns listade i Catalogue of Life.